# リリー・マライエ
リリー・マライエ（Lily Mariye、1964年9月25日 - ）は、アメリカ合衆国の女優。「リリー・マリエ」と表記される事が多く、発音も近い。
2000年以降監督業にも進出し、『シカゴ P.D.』や『クリミナル・マインド FBI行動分析課』、『NCIS:LA 〜極秘潜入捜査班』(ゲスト出演回とは別)で複数エピソードを演出している。

## 出演作品
- ＮＣＩＳ：ＬＡ　～極秘潜入捜査班 シーズン4
- シェイムレス　俺たちに恥はない
- アメリカン・パイ in バンド合宿
- アリー my Love 5th Season
- ER緊急救命室（リリー・ジャービク）
- ニュー・エイジ
- シャドー
- ドクター
- スウィッチ／素敵な彼女?
- テキサス1の赤いバラ